# Мечеть Беятил Эвел
Мечеть Бейтюл Эвель (алб. Xhamia e Bejtyl Evel) — ахмадийская мечеть, расположенная в албанской столице Тиране, в районе Кашар. Была построена в 1995 году.
Мечеть является одной из крупнейших мечетей в стране, она может вместить до 2500 человек.